# 하이난 국제 컨벤션 전시 센터
하이난 국제 컨벤션 및 전시 센터(중국어 간체자: 海南国际会展中心)는 리 싱강 공방이 설계하고 건설했으며, 중국 하이난성 북부 해안의 하이커우시 중심부에서 서쪽으로 약 20km 떨어진 곳에 위치한다. 대지 총 면적은 136,200제곱미터이며, 77,000m2의 전시 센터와 42,000m2의 컨벤션 센터로 구성된다.
이 컨벤션 센터가 문을 열기 전에는 더 작은 하이난 전시 컨벤션 센터가 이 지역의 주요 컨벤션 센터 역할을 했다. 이 건물은 상록 공원 바로 서쪽에 위치하며 시내에 있다. 2015년에 폐쇄되었고 현재 쇼핑몰로 전환 중이다.

## 인공섬

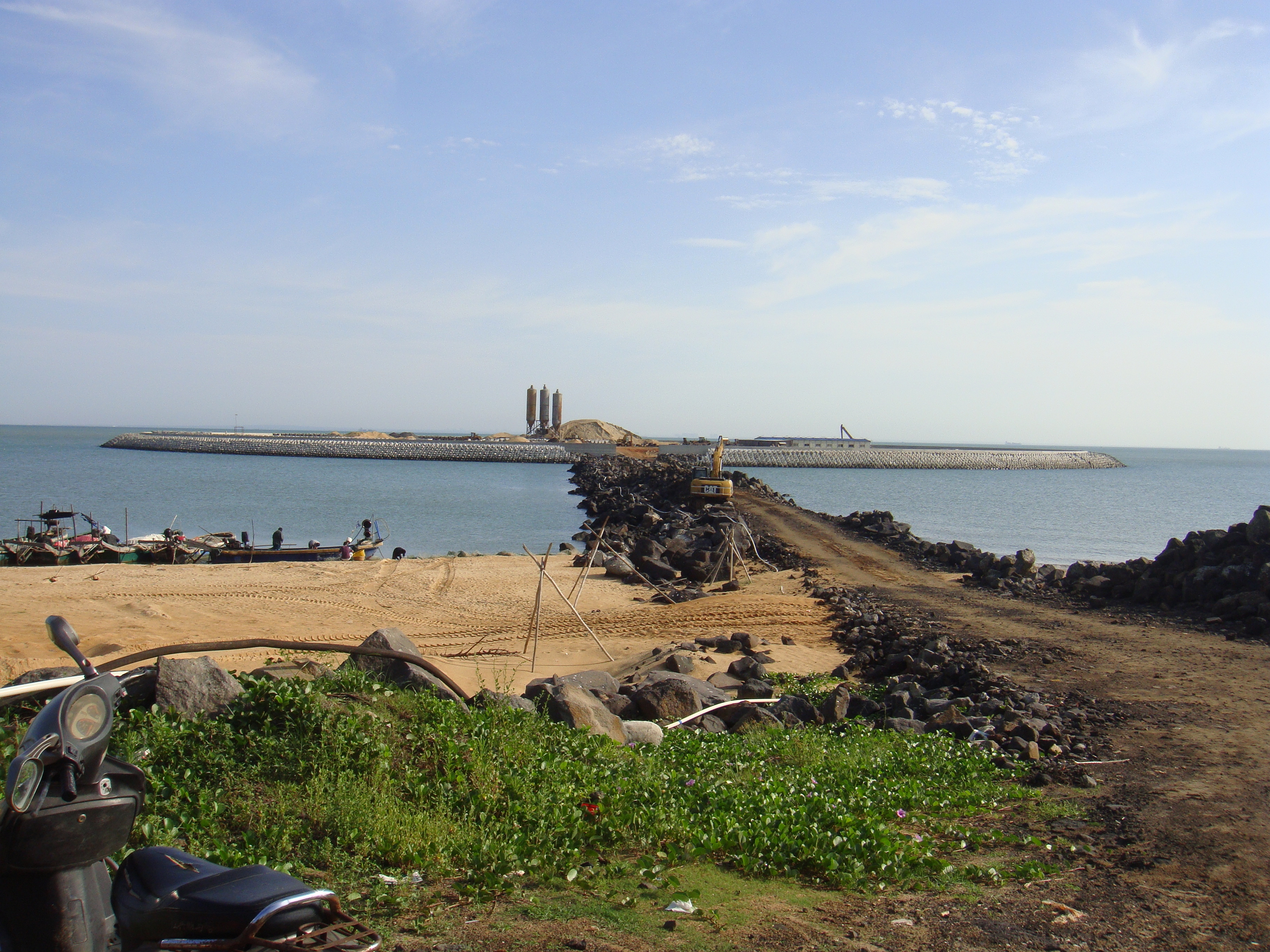
건설 초기 단계의 인공섬

인공섬에 있는 호텔 단지는 컨벤션 센터의 일부가 될 것이다. 북쪽으로 100미터 이내의 바다에 위치한 이 원형의 6에이커 섬은 현재 건설 중이다. 2015년 5월 현재는 흙과 돌로만 이루어져 있고 둑길이 연결되어 있지만, 마네키네코 모양으로 설계될 예정이다. 궁극적으로 호텔 단지와 마리나가 건설될 것이다. 108층, 300미터 높이의 럭셔리 호텔은 28억 위안이 소요될 것으로 예상된다.

## 갤러리

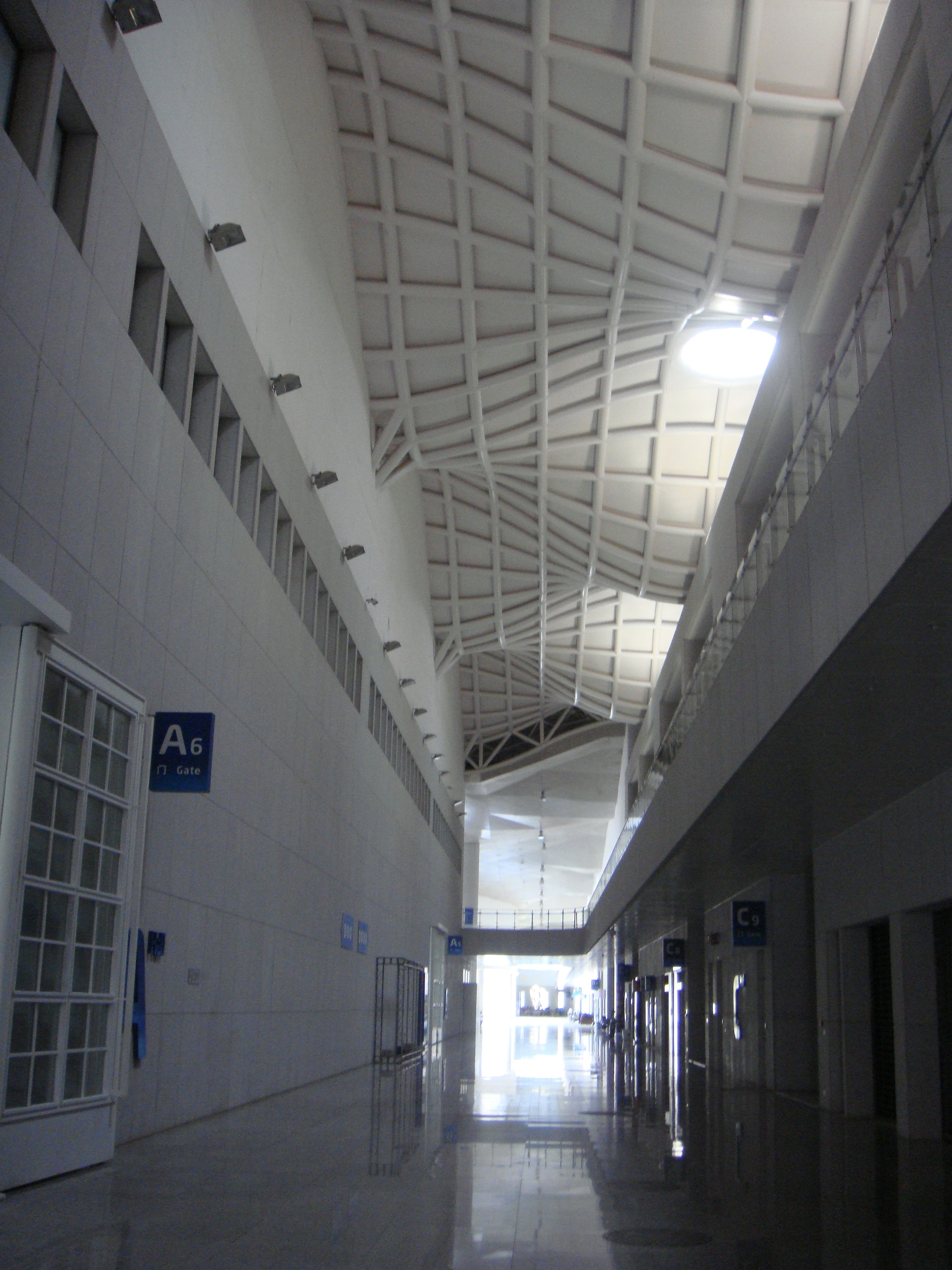
주요 복도 중 하나
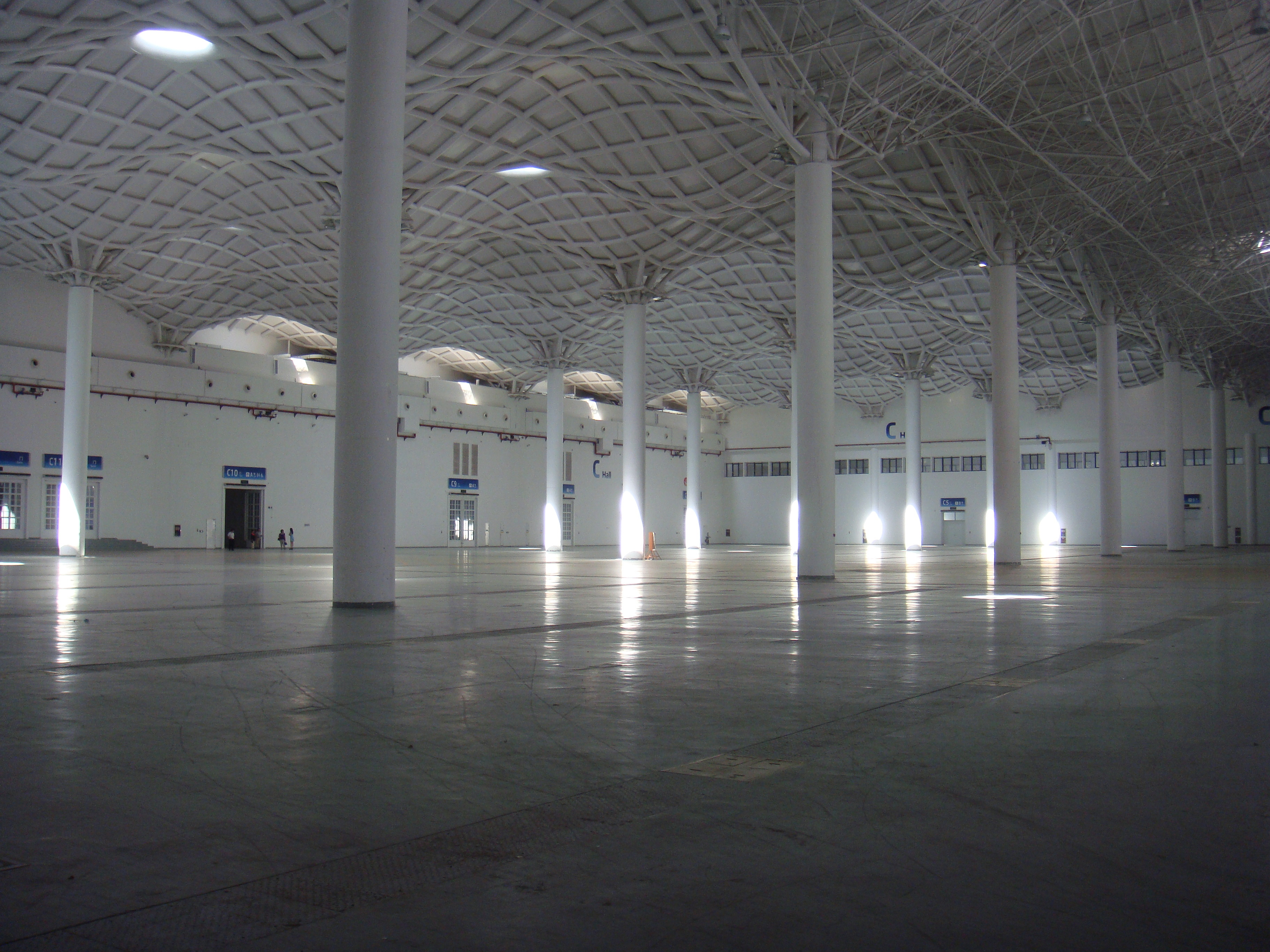
C홀
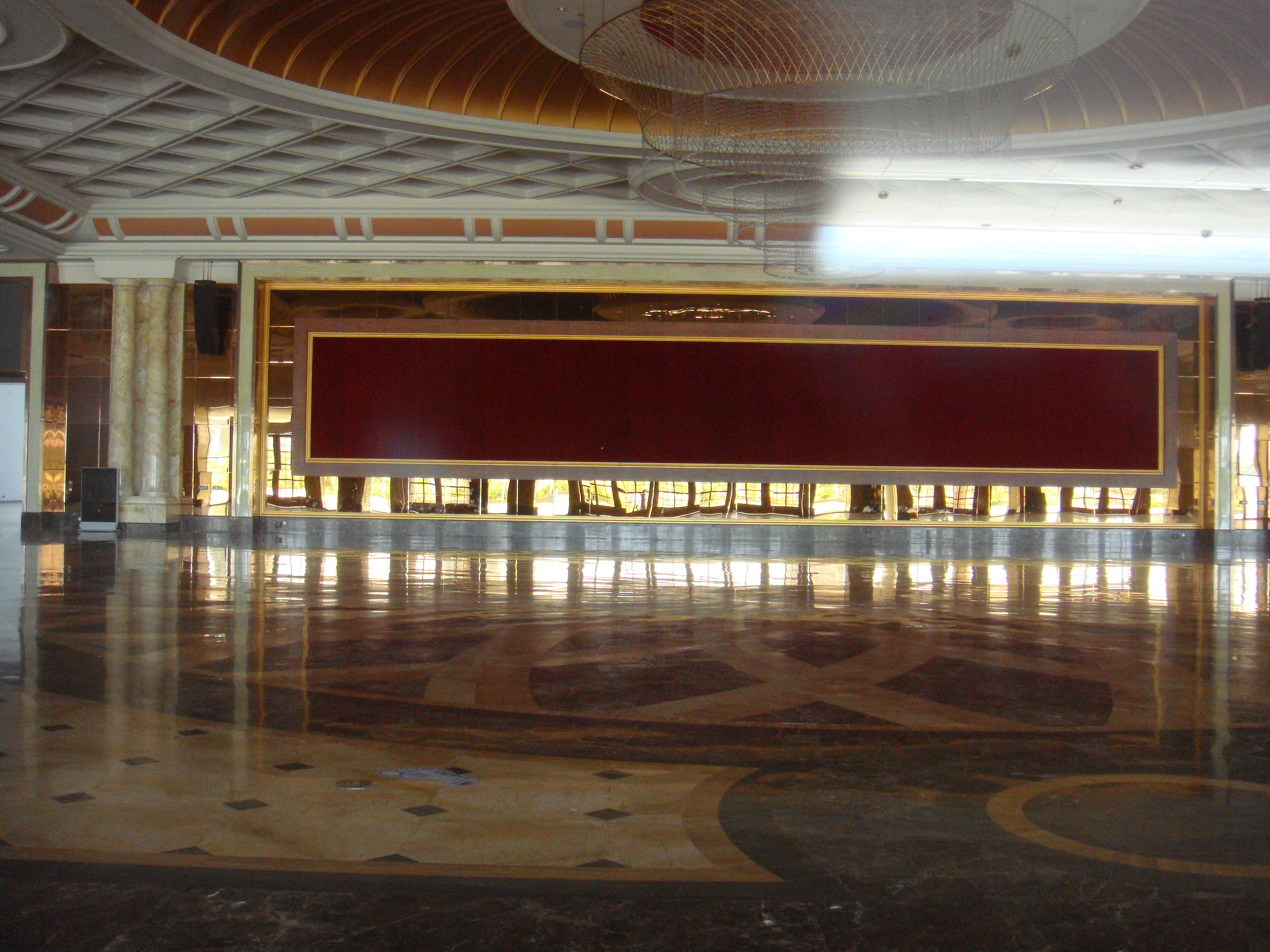
접수 홀
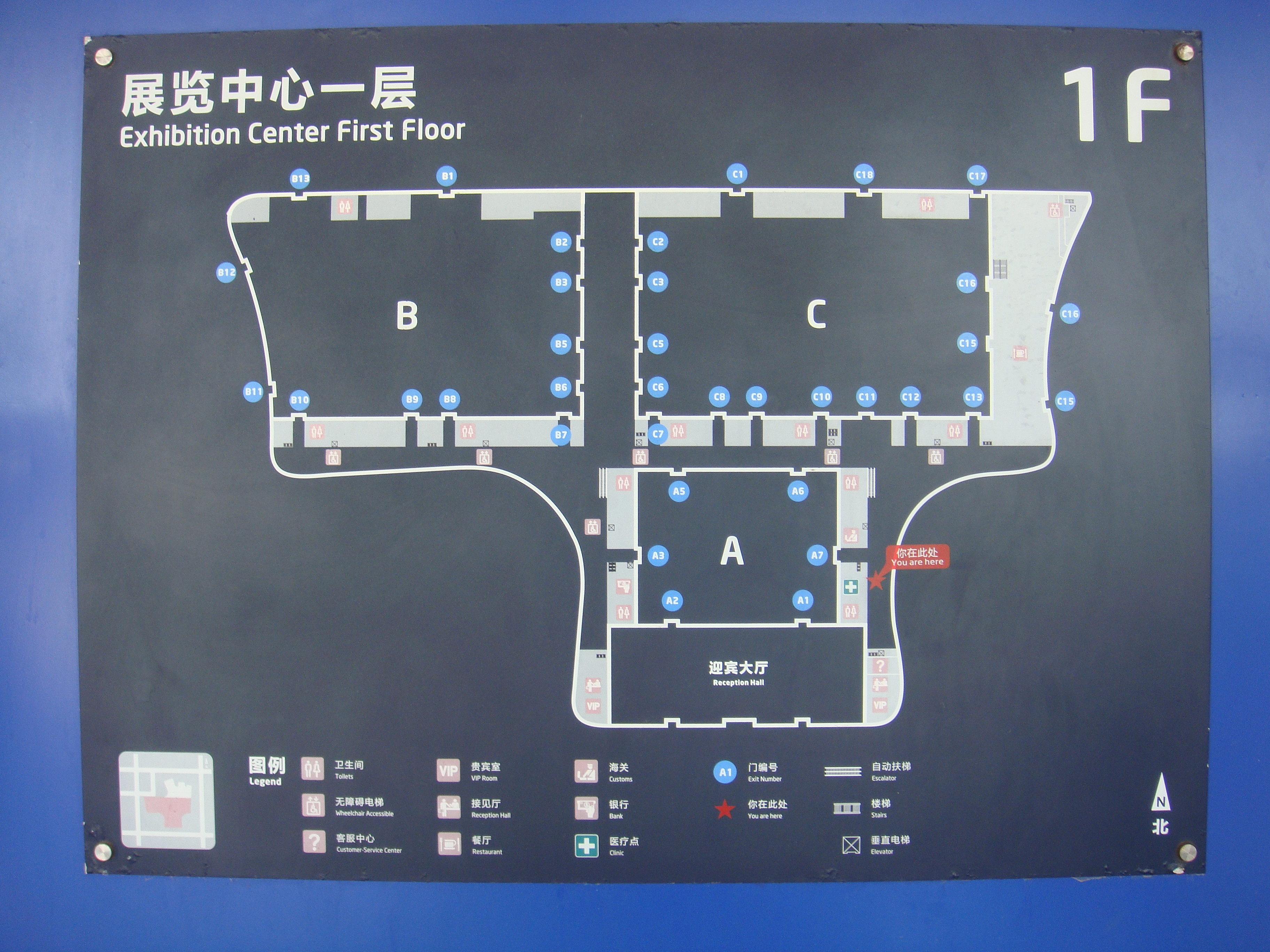
1층 평면도
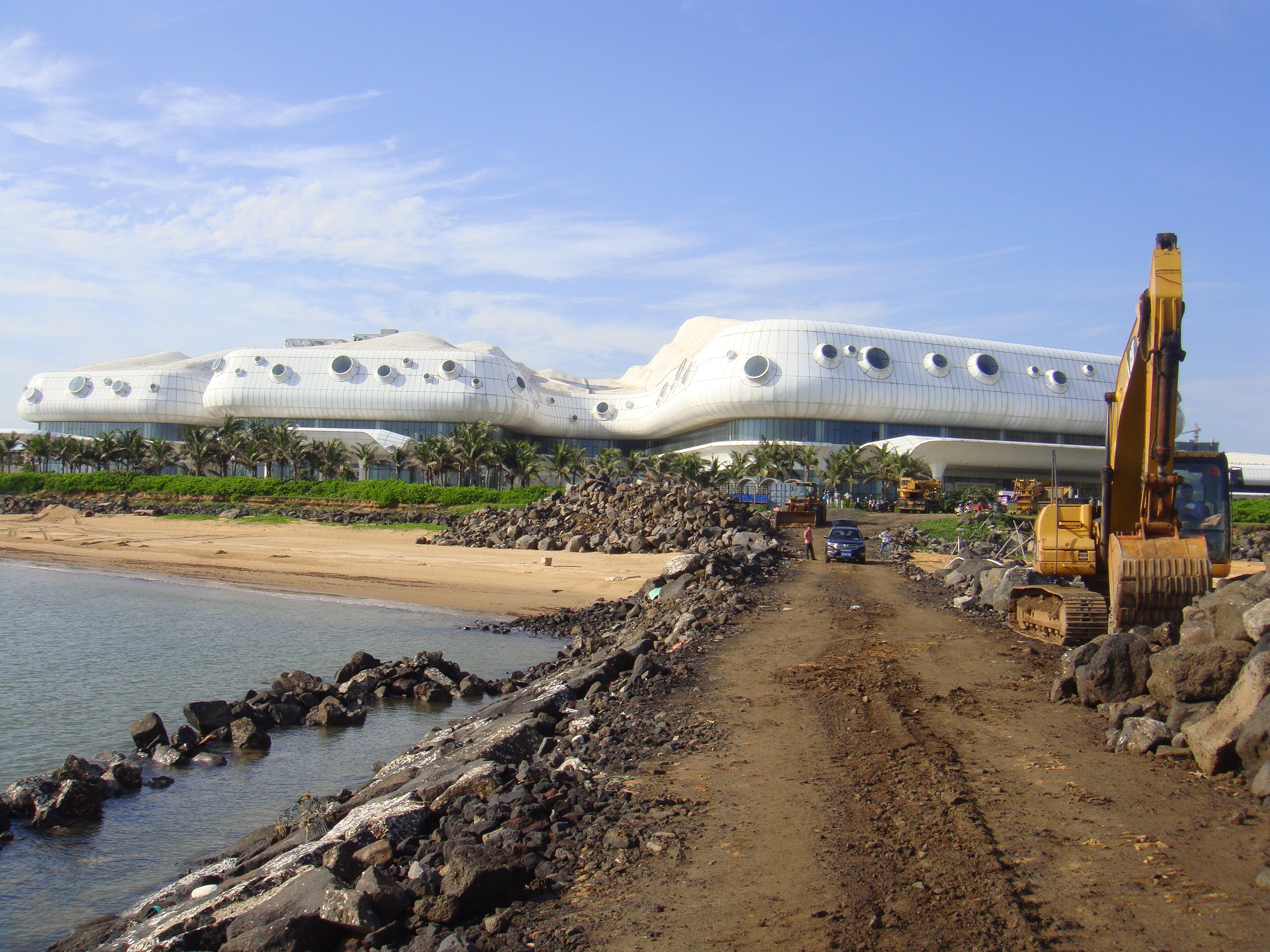
인공섬 둑길에서 본 경치